# Resultados do Carnaval de Belém em 2007
Resultados do Carnaval de Belém em 2007.

## Grupo 1
| 1  | Rancho Não Posso Me Amofiná    |                 | Campeã do Carnaval 2007 |
| 2  | Bole-Bole                      | Grupo 1 em 2008 |                         |
| 3  | Império do Samba Quem São Eles | Grupo 1 em 2008 |                         |
| 4  | Império Pedreirense            | Grupo 1 em 2008 |                         |
| 5  | Tradição Guamaense             | Grupo 1 em 2008 |                         |
| 6  | Deixa Falar                    | Grupo 1 em 2008 |                         |
| 7  | A Grande Família               | Grupo 1 em 2008 |                         |
| 8  | Pedreira                       | Grupo 2 em 2008 |                         |
| 9  | Coração Jurunense              | Grupo 2 em 2008 |                         |
| 10 | Matinha                        | Grupo 2 em 2008 |                         |
| 11 | Xodó da Nega                   | Grupo 2 em 2008 |                         |
| 12 | Mocidade Olariense             | Grupo 2 em 2008 |                         |
| 13 | Academia Jurunense             | Grupo 2 em 2008 |                         |
| 14 | Mocidade Unida do Bengui       | Grupo 2 em 2008 |                         |

## Nota
- Da oitava a décima quarta colocadas, foram rebaixadas para o Grupo de acesso.